# Epierus latus
Epierus latus är en skalbaggsart som beskrevs av Desbordes 1922. Epierus latus ingår i släktet Epierus och familjen stumpbaggar. Inga underarter finns listade i Catalogue of Life.